# Liste der Nummer-eins-Hits in Österreich (1973)
Dies ist eine Liste der Nummer-eins-Hits in Österreich im Jahr 1973. Sie basiert auf den Single- und Albumlisten der österreichischen Charts. Nach eineinhalbjähriger Pause erschienen am 15. Januar 1973 erstmals wieder Top-20-Single- und Top-10-Albumcharts, die von da an monatlich jeweils zur Monatsmitte veröffentlicht wurden.

## Singles
| ← 1972 ← | Liste der Nummer-eins-Hits in Österreich | Liste der Nummer-eins-Hits in Österreich | Liste der Nummer-eins-Hits in Österreich | 1974 → |
| \| Zeitraum \| Wo. ges. \| Interpret \| Titel Autor(en) \| Zusätzliche Informationen \| \| (Zeitraum, Wochen auf Platz eins, Interpret, Titel, Autor[en], zusätzliche Informationen) \| \| \| \| \| \| ----------------------------------------------------------------------------------------- \| -------- \| --------------------- \| ---------------------------------------------------------------------------------------------------------------------------------------------- \| ----------------------------------------------------------------------------------------------------------------------------------------------- \| \| 15. Januar 1973 – 14. März 1973 8 Wochen \| 8 \| Les Humphries Singers \| Mexico Les Humphries, Jimmy Driftwood \| – \| \| 15. März 1973 – 14. April 1973 4 Wochen \| 4 \| Vicky Leandros \| Ich hab’ die Liebe geseh’n (Un fiume amaro – Kaymos) Musik: Mikis Theodorakis; Originaltext: Demetre Christodoulou; deutscher Text: Ralf Arnie \| – \| \| 15. April 1973 – 14. Mai 1973 5 Wochen \| 5 \| The Sweet \| Blockbuster! Michael Chapman, Nicky Chinn \| Für The Sweet ist es bereits der zweite Nummer-eins-Hit in den österreichischen Charts. \| \| 15. Mai 1973 – 14. Juli 1973 8 Wochen \| 8 \| Les Humphries Singers \| Mama Loo Les Humphries, James Robert Bilsbury \| Für die Les Humphries Singers ist es bereits der zweite Nummer-eins-Hit in den österreichischen Charts sowohl im Jahre 1973 als auch insgesamt. \| \| 15. Juli 1973 – 14. September 1973 9 Wochen \| 9 \| Chris Montez and Raza \| Ay no digas Chris Montez, Billy Meshel \| – \| \| 15. September 1973 – 14. Dezember 1973 13 Wochen \| 13 \| Albert West \| Ginny Come Lately Musik: Gary Geld; Text: Peter Udell \| Bereits 1962 hatte Brian Hyland mit dem Lied einen Hit gehabt. Für West war es der erste von drei Nummer-eins-Hits in Österreich. \| \| 15. Dezember 1973 – 14. Februar 1974 9 Wochen \| 9 \| Lobo \| I’d Love You to Want Me Roland Kent La Voie \| – \| |                                          |                                          | | |
| ← 1972 |                                          |                                          | | → 1974 → |
| Zeitraum | Wo. ges.                                 | Interpret                                | Titel Autor(en) | Zusätzliche Informationen |
| (Zeitraum, Wochen auf Platz eins, Interpret, Titel, Autor[en], zusätzliche Informationen) |                                          |                                          | | |
| 15. Januar 1973 – 14. März 1973 8 Wochen | 8                                        | Les Humphries Singers                    | Mexico Les Humphries, Jimmy Driftwood | – |
| 15. März 1973 – 14. April 1973 4 Wochen | 4                                        | Vicky Leandros                           | Ich hab’ die Liebe geseh’n (Un fiume amaro – Kaymos) Musik: Mikis Theodorakis; Originaltext: Demetre Christodoulou; deutscher Text: Ralf Arnie | – |
| 15. April 1973 – 14. Mai 1973 5 Wochen | 5                                        | The Sweet                                | Blockbuster! Michael Chapman, Nicky Chinn | Für The Sweet ist es bereits der zweite Nummer-eins-Hit in den österreichischen Charts.                                                         |
| 15. Mai 1973 – 14. Juli 1973 8 Wochen | 8                                        | Les Humphries Singers                    | Mama Loo Les Humphries, James Robert Bilsbury                                                                                                  | Für die Les Humphries Singers ist es bereits der zweite Nummer-eins-Hit in den österreichischen Charts sowohl im Jahre 1973 als auch insgesamt. |
| 15. Juli 1973 – 14. September 1973 9 Wochen | 9                                        | Chris Montez and Raza                    | Ay no digas Chris Montez, Billy Meshel | – |
| 15. September 1973 – 14. Dezember 1973 13 Wochen | 13                                       | Albert West                              | Ginny Come Lately Musik: Gary Geld; Text: Peter Udell                                                                                          | Bereits 1962 hatte Brian Hyland mit dem Lied einen Hit gehabt. Für West war es der erste von drei Nummer-eins-Hits in Österreich.               |
| 15. Dezember 1973 – 14. Februar 1974 9 Wochen | 9                                        | Lobo                                     | I’d Love You to Want Me Roland Kent La Voie | – |

## Alben
| ← 1972 ← | Liste der Nummer-eins-Alben in Österreich | Liste der Nummer-eins-Alben in Österreich | Liste der Nummer-eins-Alben in Österreich | 1974 →                    |
| \| Zeitraum \| Wo. ges. \| Interpret \| Titel \| Zusätzliche Informationen \| \| (Zeitraum, Wochen auf Platz eins, Interpret, Titel, zusätzliche Informationen) \| \| \| \| \| \| ------------------------------------------------------------------------------ \| -------- \| --------------------- \| --------------------------- \| ------------------------- \| \| 15. Januar 1973 – 14. Februar 1973 4 Wochen \| 4 \| Kurt Sowinetz \| Alle Menschen san ma zwider \| – \| \| 15. Februar 1973 – 14. April 1973 8 Wochen \| 8 \| Les Humphries Singers \| Mexico \| – \| \| 15. April 1973 – 14. Mai 1973 5 Wochen \| 5 \| Deep Purple \| Made in Japan \| – \| \| 15. Mai 1973 – 14. August 1973 13 Wochen \| 13 \| Pink Floyd \| The Dark Side of the Moon \| – \| \| 15. August 1973 – 14. September 1973 4 Wochen (insgesamt 25) \| 25 \| The Beatles \| 1962–1966 \| – \| \| 15. September 1973 – 14. Oktober 1973 5 Wochen \| 5 \| The Beatles \| 1967–1970 \| – \| \| 15. Oktober 1973 – 14. März 1974 21 Wochen (insgesamt 25) \| 25 \| The Beatles \| 1962–1966 \| – \| |                                           |                                           |                                           |                           |
| ← 1972 |                                           |                                           |                                           | → 1974 →                  |
| Zeitraum | Wo. ges.                                  | Interpret                                 | Titel                                     | Zusätzliche Informationen |
| (Zeitraum, Wochen auf Platz eins, Interpret, Titel, zusätzliche Informationen) |                                           |                                           |                                           |                           |
| 15. Januar 1973 – 14. Februar 1973 4 Wochen | 4                                         | Kurt Sowinetz                             | Alle Menschen san ma zwider               | –                         |
| 15. Februar 1973 – 14. April 1973 8 Wochen | 8                                         | Les Humphries Singers                     | Mexico                                    | –                         |
| 15. April 1973 – 14. Mai 1973 5 Wochen | 5                                         | Deep Purple                               | Made in Japan                             | –                         |
| 15. Mai 1973 – 14. August 1973 13 Wochen | 13                                        | Pink Floyd                                | The Dark Side of the Moon                 | –                         |
| 15. August 1973 – 14. September 1973 4 Wochen (insgesamt 25) | 25                                        | The Beatles                               | 1962–1966                                 | –                         |
| 15. September 1973 – 14. Oktober 1973 5 Wochen | 5                                         | The Beatles                               | 1967–1970                                 | –                         |
| 15. Oktober 1973 – 14. März 1974 21 Wochen (insgesamt 25) | 25                                        | The Beatles                               | 1962–1966                                 | –                         |